# Осіашвілі Симон Абрамович
Симон Абрамович Осіашвілі (нар. 4 грудня 1952, Львів) — радянський і російський поет-пісняр, співак, інженер-програміст. Заслужений артист Росії (2002).

## Біографія
Народився у Львові 4 грудня 1952 року.
Закінчив Львівський політехнічний інститут, факультет прикладної математики за фахом інженер-програміст і Літературний інститут ім. О. Горького, семінар поезії.
Першу пісню — «Життя» (музика  Володимира Мигулі) виконала  Софія Ротару в 1984 року. З цього часу Симон Осіашвілі написав вже більше 500 пісень для репертуару  Алли Пугачової,  Філіпа Кіркорова,  Миколи Караченцова,  Михайла Боярського,  Маши Распутіної,  Григорія Лепса,  Ірини Аллегрової,  Олександра Добронравова,  Христини Орбакайте,  Олександра Буйнова,  Тамари Гвердцителі,  Олексія Глизіна,  Ірини Понаровської,  Валерія Леонтьєва,  Михайла Шуфутинського,  Тетяни Овсієнко,  В'ячеслава Добриніна,  Валентини Легкоступової,  В'ячеслава Малежика,  Олександри Левшин,  Катерини Семенової,  Андрія Державіна,  Наталії Сенчукової,  Владислава Сташевського,  Олександра Кальянова, ансамблів «Золоте кільце», «Дюна», «Веселі хлоп'ята», «Синій птах» та інших виконавців.
У створенні пісень Симон Осіашвілі в різний співпрацював з такими композиторами, як  Володимир Мигуля, Давид Тухманов, В'ячеслав Добринін, О. Добронравов, Ігор Крутой, Т. Єфімов, Оскар Фельцман, А. Лукьянов, Аркадій Укупник, О. Левшін, А. Зубков, Є. Кобилянський, Р. Невредінов, І. Саруханов, В. Чайка, В. Матецький, В. Малежик, І. Зубков, Йосип Павліашвілі, А. Батурин, Ю. Варум.
Найвідоміші з пісень Осіашвілі: «Не сип мені сіль на рану», «Бабусі», «За милих дам», «Колодязь», «Рятувальник», «Крапля в морі» (композитор В. Добринін), «Дорогі мої старики» (І. Саруханов), «Мамині очі» (Є. Кобилянський), «Ти мій бог» (С. Павліашвілі), «Зимовий сад» (А. Глизін), «Всі квіти» (І. Крутий), «Перші квіти» (А. Державін), «Любов-п'ять зірок» (композитор О. Добронравов, виконавець Ф. Кіркоров)
.
Починаючи з 1986 року пісні Симона Осіашвілі щорічно є незмінними лауреатами телефестивалю «Пісня року».
З 1993 року також виступає сольно як виконавець пісень. Диск «Поклади мені голову на плече» став важливим етапом у кар'єрі: ним складені не тільки тексти, але і музика всіх пісень диска, записаних у виконанні автора. У 1990 і 1993 роках у ГЦКЗ «Росія», а в 2002 та 2013 роках у Державному Кремлівському Палаці проходили творчі вечори Осіашвілі-поета. Написав пісні для телевізійного фільму «Що таке Єралаш» (1985) і художнього фільму «Приморський бульвар» (1990). У 2014 році Симон Осіашвілі за пісню «Лінія життя» (музика Французова) став лауреатом Премії ФСБ.
Автор трьох поетичних збірок «Мені легко жити в Росії» (1996), «Не сип мені сіль на рану» (2006), «Мамині очі» (2016). Член Союзу письменників Москви.

## Вибрані пісні
- «А життя мене кружляла …» (музика Катерини Семенової, виконує  Катерина Семенова;
- «Сумна історія» (музика В'ячеслава Малежика, виконує В'ячеслав Малежик;
- «Кульбаба» (музика А. Лук'янова, виконує Алла Пугачова);
- «Йду» (музика І. Крутого, виконує Алла Пугачова);
- «Любов-П'ять зірок» (музика  Олександра Добронравова, виконує Філіп Кіркоров);
- «На небі» (музика  Олександра Добронравова, виконує Філіп Кіркоров);
- «Група крові» (музика  Олександра Добронравова, виконує Олександр Добронравов);
- «Мамині очі» (музика Є. Кобилянського, виконує Тамара Гвердцителі);
- «Мій поїзд ще не пішов» (музика  Рустама Невредінова, виконує  Микола Караченцов);
- «Дні летять» (музика Володимира Мігуля, виконує Софія Ротару, Анне Вескі);
- «Життя» (музика Володимира Мігуля, виконує Софія Ротару, Анне Вескі);
- «Ворожка» (музика  Теодора Єфімова, виконує  Армен Джигарханян);
- «Посадіть дерево» (музика  Оскара Фельцмана, виконує  Михайло Боярський);
- «Маятник» (музика  Теодора Єфімова, виконує  Микола Караченцов);
- «Кіно, кіно, кіно …» (музика  Теодора Єфімова, виконує  Микола Караченцов);
- «Не сип мені сіль на рану» (музика В'ячеслава Добриніна, виконує В'ячеслав Добринін);
- «Бабуси-стареньки» (музика В'ячеслава Добриніна, виконують В'ячеслав Добринін,  ВІА Веселі хлоп'ята);
- «За милих дам» (музика В'ячеслава Добриніна, виконує Михайло Шуфутинський);
- «Киця» (музика В'ячеслава Добриніна, виконують В'ячеслав Добринін, Михайло Шуфутинський, Філіп Кіркоров);
- «Колодязь» (музика В'ячеслава Добриніна, виконує Ярослав Євдокимов);
- «Крапля в морі» (музика В'ячеслава Добриніна, виконує Валентина Легкоступова);
- "Карусель (музика І. Чуєва, виконує автор);
- «Дорогі мої старики» (музика Ігоря Саруханова, виконує Ігор Саруханов);
- «Ти мій бог» (музика Сосо Павліашвілі, виконує Ірина Понаровська);
- «Зимовий сад» (музика Олексій Глизін, виконує Олексій Глизін);
- «Перші квіти» (вірші написані спільно з Андрієм Державіним, музика Андрія Державіна, виконує Андрій Державін);
- «У опера з Петрівки» (музика Ігоря Зубкова, виконує Олександр Кальянов);
- «Рятувальник» (музика В'ячеслава Добриніна, виконує В'ячеслав Добринін);
- «Жовті кораблики» (музика В'ячеслава Добриніна, виконує Світлана Лазарева).
- «Баби стерви» (музика Ігоря Крутого, виконує Ірина Аллегрова)

Автор текстів пісень: 1985 — Золота рибка (телеспектакль)